# Minerva (voilier)
Pour les articles homonymes, voir Minerva.
Le Minerva est une goélette à trois mâts à coque acier et mâts métalliques, battant pavillon néerlandais. Son port d'attache actuel est Schéveningue aux Pays-Bas.

## Histoire
Construit au chantier naval C.Lühring de Brake (Unterweser) en Allemagne, ce trois-mâts goélette est lancé en 1935 sous le nom de Uwe Ursula (il avait 4 autres sister-ships) en tant que caboteur à voiles et moteur auxiliaire. À l'origine ses mensurations sont 30,90 × 7,03 × 2,68 m avec une surface de voilure de 243 m2, et un moteur de 150 cv. En 1936, il subit une première transformation : sa longueur est étendue à 34,80 m. En 1951, il est doté d'un nouveau moteur de 180 cv.
L'Uwe Ursula est vendu en 1959 et est considéré comme un bateau à moteur. Il change de propriétaire en 1964, puis en 1976. Ses spécifications sont alors : 34,78 × 7,04 × 3,02 m. Il change de nouveau de propriétaire en 1979.
En 1987 il est acquis par des Hollandais. Le navire est reconverti en une goélette à trois mâts et rebaptisé Minerva.  Son port d'attache devient Schéveningue aux Pays-Bas. Il est utilisé comme navire de restaurant et conférence pour de courts trajets en mer du Nord. À partir de 2006, il propose des croisières en mer du Nord et en mer Baltique. Il peut embarquer 120 passagers à la journée et 175 à quai. 
Il a participe de nombreuses fois au Hanse Sail de Rostock et semaine de Kiel, ainsi qu'à Brest 2008 et aux Les Tonnerres de Brest 2012.